# Peta-
Pêta (viết tắt P) là một tiền tố được viết liền trước một đơn vị đo lường quốc tế để chỉ bội số lớn gấp 1015 hay 1.000.000.000.000.000 lần.
Độ lớn này được công nhận từ năm 1975, theo tiếng Hy Lạp nghĩa là 5, vì nó bằng 10005.
Trong tin học, ví dụ viết liền trước byte hoặc bit, độ lớn này còn mang nghĩa 250 = 10245 = 1 125 899 906 842 624.